# Pico Rivera
Pico Rivera è una città della Contea di Los Angeles, in California (Stati Uniti).
Al censimento del 2010 la popolazione era di 62.942 abitanti.

## Geografia fisica
Pico Rivera è situata a 33°59′20″N, 118°5′21″W.
Si estende per una superficie di 23 km², di cui 1,4 km² sono corsi d'acqua (il 6,22% del totale).

## Economia
La Ford apre una fabbrica di 157 acri (0,64 km²) situata all'angolo delle vie Rosemead e Washington. L'impianto chiude nel 1980 e viene acquisito dalla Northrop Corporation nel 1982 per la sua Advanced Systems Division.
Durante la presentazione del bombardiere Northrop Grumman B-2 Spirit nel 1988, è stato rivelato che gran parte dello sviluppo del progetto era infatti avvenuto su quel sito.
Agli inizi degli anni '90, la divisione fu ribattezzata la B-2 Division per richiamare la loro più famosa produzione. Al suo culmine, il progetto dà impiego a 13000 persone a Pico Rivera.
Il sito è stato chiuso e demolito nel 2001 ed è oggi un importante centro commerciale con, tra gli altri, un Wal-Mart e un Lowes.